# RISE (SPEED專輯)
《RISE》是日本女子樂團SPEED的第2張音樂專輯。1998年4月29日發行。
專輯SPEED在人氣最旺的時候發行，而且包含著如《Wake Me Up!》、《my graduation》以及最暢銷單曲《White Love》在內的多首著名的熱門歌曲，因此受到外界的極大關注。其銷量也一如外界所料地高，取得連續兩個星期的Oricon週榜冠軍和1998年5月月榜冠軍；在Oricon公信榜期間銷量已達2,048,270張，成為1998年專輯銷量第9位。出貨量更是突破300萬張，獲得日本唱片業協會的「3 Million」唱片認證。

## 收錄曲目
- （全曲）作詞、作曲：伊秩弘將；編曲：水島康貴

1. RISE
2. Sophistcated Girl
3. Another Sweet Field
4. Wake Me Up!（RISE Mix）
5. White Love
6. Reset 99 to 00
7. Brand-New Weekend（Varick Street Mix）
8. 熱帯夜
9. Too Young
10. my graduation（Album Version）
11. I'll be all right
12. Street Life